# Quamtana embuleni
Quamtana embuleni är en spindelart som beskrevs av Huber 2003. Quamtana embuleni ingår i släktet Quamtana och familjen dallerspindlar. Inga underarter finns listade i Catalogue of Life.